# Lago Chapo
Il Chapo è un lago cileno situato nella Provincia di Llanquihue, amministrativamente parte della Regione di Los Lagos, a 115 km Sud-Est di Puerto Varas e a 43 km a Nord-Est di Puerto Montt.
Inserito nella Cordigliera delle Ande, ai piedi del vulcano Calbuco, a 240 m s.l.m., con i suoi 17 km di lunghezza e 5 km di larghezza massima occupa una superficie pari a 55 km² e la temperatura dell'acqua oscilla tra i 9 °C in inverno e 18 °C in estate.
Caratterizzato da coste frastagliate con abbondante vegetazione autoctona, tra cui il coigüe (Nothofagus dombeyi), una fagale endemica, noccioli e larici, su cui si aprono alcune baie e spiagge, offre un habitat per alcune specie di pesci, tra i quali è abbondante la trota arcobaleno (Oncorhynchus mykiss), rendendo la zona interessante per la pesca sportiva, in particolare la pesca con la mosca.
Il lago è inserito in un contesto turistico-naturalistico con la sua sponda settentrionale lambita dalla Riserva Nazionale di Llanquihue mentre su quella meridionale inizia il Parco Nazionale Alerce Andino.